# Carolina Visca
Carolina Visca (Roma, 31 maggio 2000) è una giavellottista italiana, campionessa europea under 20 a Borås 2019.

## Biografia
Nasce a Roma da madre colombiana e padre italiano, Alberto, ex martellista e suo allenatore.
Nell'aprile 2018 a Firenze stabilisce il suo record personale, con la misura di 56,79 m, che la colloca al 7º posto nella classifica italiana di sempre della specialità.
Il 10 luglio 2018 si qualifica per la finale della specialità al Mondiali under 20 di Tampere, in Finlandia, con la seconda miglior misura dopo la connazionale Sara Zabarino. Conclude la finale al quarto posto.
Nel 2019 conquista la medaglia d'oro nel lancio del giavellotto agli Europei under 20 di Borås con la misura di 56,48 m. Il 28 luglio si laurea per la prima volta campionessa italiana agli Assoluti di Bressanone portando il personale, che è anche la miglior prestazione italiana under 20, a 58,47 m.

## Record nazionali
Juniores (under 20)
- Lancio del giavellotto: 58,47 m ( Bressanone, 28 luglio 2019)

Allieve (under 18)
- Lancio del giavellotto (500 g): 59,10 m ( Tbilisi, 17 luglio 2016)
- Lancio del giavellotto (600 g): 56,15 m ( Firenze, 28 aprile 2017)

Cadette (under 16)
- Lancio del giavellotto (400 g): 60,47 m ( Roma, 18 ottobre 2015)
- Lancio del giavellotto (500 g): 60,09 m ( Tbilisi, 1º agosto 2015)
- Lancio del giavellotto (600 g): 51,62 m ( Cles, 28 agosto 2015)

## Palmarès
| Anno | Manifestazione          | Sede     | Evento                         | Risultato | Prestazione | Note                                     |
| ---- | ----------------------- | -------- | ------------------------------ | --------- | ----------- | ---------------------------------------- |
| 2016 | Europei U18             | Tbilisi  | Lancio del giavellotto (500 g) | Argento   | 59,10 m     | Miglior prestazione personale stagionale |
| 2017 | Europei U20             | Grosseto | Lancio del giavellotto         | Argento   | 53,65 m     |                                          |
| 2018 | Mediterraneo U23        | Jesolo   | Lancio del giavellotto         | Argento   | 52,25 m     |                                          |
| 2018 | Mondiali U20            | Tampere  | Lancio del giavellotto         | 4ª        | 53,84 m     |                                          |
| 2019 | Europei U20             | Borås    | Lancio del giavellotto         | Oro       | 56,48 m     |                                          |
| 2021 | Europei U23             | Tallinn  | Lancio del giavellotto         | 15ª (q)   | 49,95 m     |                                          |
| 2022 | Giochi del Mediterraneo | Orano    | Lancio del giavellotto         | 6ª        | 52,18 m     |                                          |
| 2022 | Mediterraneo U23        | Pescara  | Lancio del giavellotto         | Oro       | 53,31 m     |                                          |

## Campionati nazionali
- 3 volte campionessa nazionale assoluta del lancio del giavellotto (2019, 2020, 2023)

2016
- Bronzo ai campionati italiani assoluti (Rieti), lancio del giavellotto - 53,07 m

2018
- Bronzo ai campionati italiani assoluti (Pescara), lancio del giavellotto - 57,93 m

2019
- Oro ai campionati italiani juniores (Rieti), lancio del giavellotto - 56,26 m
- Oro ai campionati italiani assoluti (Bressanone), lancio del giavellotto - 58,47 m

2020
- Oro ai campionati italiani assoluti (Padova), lancio del giavellotto - 55,57 m

2021
- Bronzo ai campionati italiani assoluti (Rovereto), lancio del giavellotto - 54,20 m

2022
- Bronzo ai campionati italiani assoluti (Rieti), lancio del giavellotto - 55,02 m

2023
- Oro ai campionati italiani assoluti (Molfetta), lancio del giavellotto - 56,54 m

## Altre competizioni internazionali
2015
- Oro al Festival olimpico della gioventù europea ( Tbilisi), lancio del giavellotto (500 g) - 60,09 m

2018
- 4ª in Coppa Europa di lanci ( Leiria), lancio del giavellotto - 52,11 m

2019
- 4ª in finale 2 in Coppa Europa di lanci ( Šamorín), lancio del giavellotto - 56,36 m

2022
- Oro ai campionati del Mediterraneo Under 23 ( Pescara), Lancio del giavellotto - 53,31 m